# Weltsozialforum
Das Weltsozialforum (englisch World Social Forum; kurz WSF) ist ein jährliches Treffen von Globalisierungskritikern. Die erste Veranstaltung fand 2001 in Porto Alegre, Brasilien, statt.
Das Weltsozialforum setzt sich nach eigenen Angaben für eine Globalisierung „von unten“ ein. Bekannt wurde das WSF als wesentlich von Teilnehmern aus dem unterrepräsentierten Globalen Süden organisierter Gegengipfel zur Weltwirtschaftsforum in Davos. Das Forum sieht sich als globale soziale Bewegung für Frieden, Umwelt- und Klimaschutz und einer gerechten Weltwirtschaft abseits des Kapitalismus. Das portugiesische Motto des Weltsozialforums ist Um outro mundo é possível („Eine andere Welt ist möglich“).
Die Initiative Nachrichtenaufklärung bezeichnete das Weltsozialforum aufgrund des weitgehenden Nichtvorkommens in deutschen Medien als eine der vergessenen Nachrichten des Jahres 2024.

## Ziele und Teilnehmer
Das Treffen entstand durch die Initiative verschiedener internationaler Organisationen, die ihrerseits aus der Erhebung der Zapatisten in Chiapas (Mexiko) im Jahr 1994 hervorgingen. Indigene Bewohner dieser Region rebellierten gegen neue Formen der Unterdrückung, die im Zusammenhang mit der Globalisierung standen. Die neuen Organisationen und Bewegungen (z. B. Peoples Global Action) wollten den Kampf der Zapatisten fortsetzen und ihre Forderungen international zur Sprache bringen.
Mit den weltweiten Treffen wird unter anderem beabsichtigt, Alternativen zum Neoliberalismus aufzuzeigen und deren Ausarbeitung zu fördern. Auf der Ebene der Symbolpolitik soll es zum Ausdruck bringen, dass es auch eine andere Globalisierung gibt, die sich abseits von WTO und G8-Gipfeln bewegt.
Das Vernetzen sozial engagierter Personen und Organisationen soll dabei auch zum Ausdruck bringen, dass eine Globalisierung – statt einer Deregulierung zum Vorteil des Stärkeren – auch verantwortungsbewusstes Denken und Handeln für das Wohl der ganzen Welt bedeuten kann. Das Weltsozialforum ist von Menschen unterschiedlicher Weltanschauungen geprägt. So engagieren sich zum Beispiel Franziskaner seit Anfang an für das Weltsozialforum und entsandten jeweils weltweite franziskanische Delegationen als Zeichen der Solidarität und des gemeinsamen Kampfes.
Das Weltsozialforum soll weniger konkrete Maßnahmen beschließen, oder Resolutionen verabschieden, sondern eher der Koordination und dem Erfahrungsaustausch dienen. Das große Spektrum verschiedener Gruppen öffnet nach Meinung der Veranstalter die Chance auf verschiedene Blickwinkel und einen breiten Interessenaustausch. Viele der Teilnehmer, insbesondere aus den sogenannten Entwicklungsländern, interessieren sich dabei nicht für ideologische Grabenkämpfe, sondern fordern vielmehr eine pragmatische Politik. So unterstützen viele durchaus eine Öffnung des Weltmarkts, kritisieren jedoch Wettbewerbsverzerrungen z. B. durch Subventionen in den Industrieländern. Damit vertreten diese Teilnehmer eher neoliberale Positionen.
Die Charta der Prinzipien aus dem Jahr 2001 definiert die Identität des Weltsozialforums (WSF):

„1. Das Weltsozialforum ist ein offener Treffpunkt für reflektierendes Denken, demokratische Debatte von Ideen, Formulierung von Anträgen, freien Austausch von Erfahrungen und das Verbinden für wirkungsvolle Tätigkeit, durch und von Gruppen und Bewegungen der Zivilgesellschaft, die sich dem Neoliberalismus und Herrschaft der Welt durch das Kapital und jeder möglichen Form des Imperialismus widersetzen, und sich im Aufbauen einer planetarischen Gesellschaft engagieren, die auf fruchtbare Verhältnisse innerhalb der Menschheit und zwischen dieser und der Erde engagieren.“

In ihrer Deklaration des Treffens 2009 wird die Ansicht vertreten, dass die globale Krise nicht mehr mit den Mitteln des Kapitalismus zu bewältigen sei. Die bisher getroffenen Maßnahmen würden allein eine Sozialisierung der Verluste zur Folge haben. Sie sprechen sich dagegen für eine entschädigungslose Nationalisierung des Bankensektors und Arbeitszeitreduzierungen ohne Lohnkürzungen aus. Öffentliche, kooperative, kommunale und kollektive Eigentumsformen seien zu fördern.

## Veranstaltungsorte

### Erstes Weltsozialforum
Das erste Weltsozialforum (WSF) tagte vom 25. Januar bis 30. Januar 2001 in Porto Alegre (Brasilien). An ihm nahmen circa 12.000 Menschen und mehr als 1000 Organisationen aus allen Kontinenten teil. Insgesamt fanden 16 Plenar- und rund 400 Einzelveranstaltungen statt.

### Zweites Weltsozialforum
Das zweite Weltsozialforum in Porto Alegre (Brasilien) tagte vom 31. Januar bis 5. Februar 2002. An ihm nahmen 60.000 Menschen aus allen Kontinenten teil.

### Drittes Weltsozialforum
Das dritte Weltsozialforum fand vom 23. bis 28. Januar 2003 in Porto Alegre statt. Mehr als 100.000 Menschen nahmen daran teil, darunter Delegierte von 5.717 unterschiedlichen Organisationen. Thematisch stand 2003 die wenig später realisierte Drohung von Seiten der USA im Vordergrund, das irakische Territorium zu besetzen. Das Forum wurde zum Ausgangspunkt für die größten Massendemonstrationen der Menschheitsgeschichte zugunsten des Friedens.

### Viertes Weltsozialforum
Beim vierten Weltsozialforum vom 16. bis 21. Januar 2004 in Mumbai (Indien) waren zwischen 80.000 und 100.000 Personen anwesend. Diskutiert wurde die diskriminierende Funktion des indischen Kastenwesens.

### Fünftes Weltsozialforum
Das fünfte Weltsozialforum fand vom 26. bis 31. Januar 2005 wiederum in Porto Alegre statt. 120.000 Teilnehmende diskutierten über Themen wie Zukunft des Wassers oder solidarische Wirtschaft.

### Sechstes Weltsozialforum
2006 fand das WSF vom 24. bis 29. Januar an drei Orten weltweit gleichzeitig statt, in Bamako (Mali), in Karatschi (Pakistan) und in Caracas (Venezuela).

### Siebtes Weltsozialforum
Das Weltsozialforum wurde 2007 in Form einer weltweiten Aktionswoche organisiert. Die lokalen, nationalen Gruppen konnten die Themen nach ihren eigenen Wünschen wählen.

### Achtes Weltsozialforum

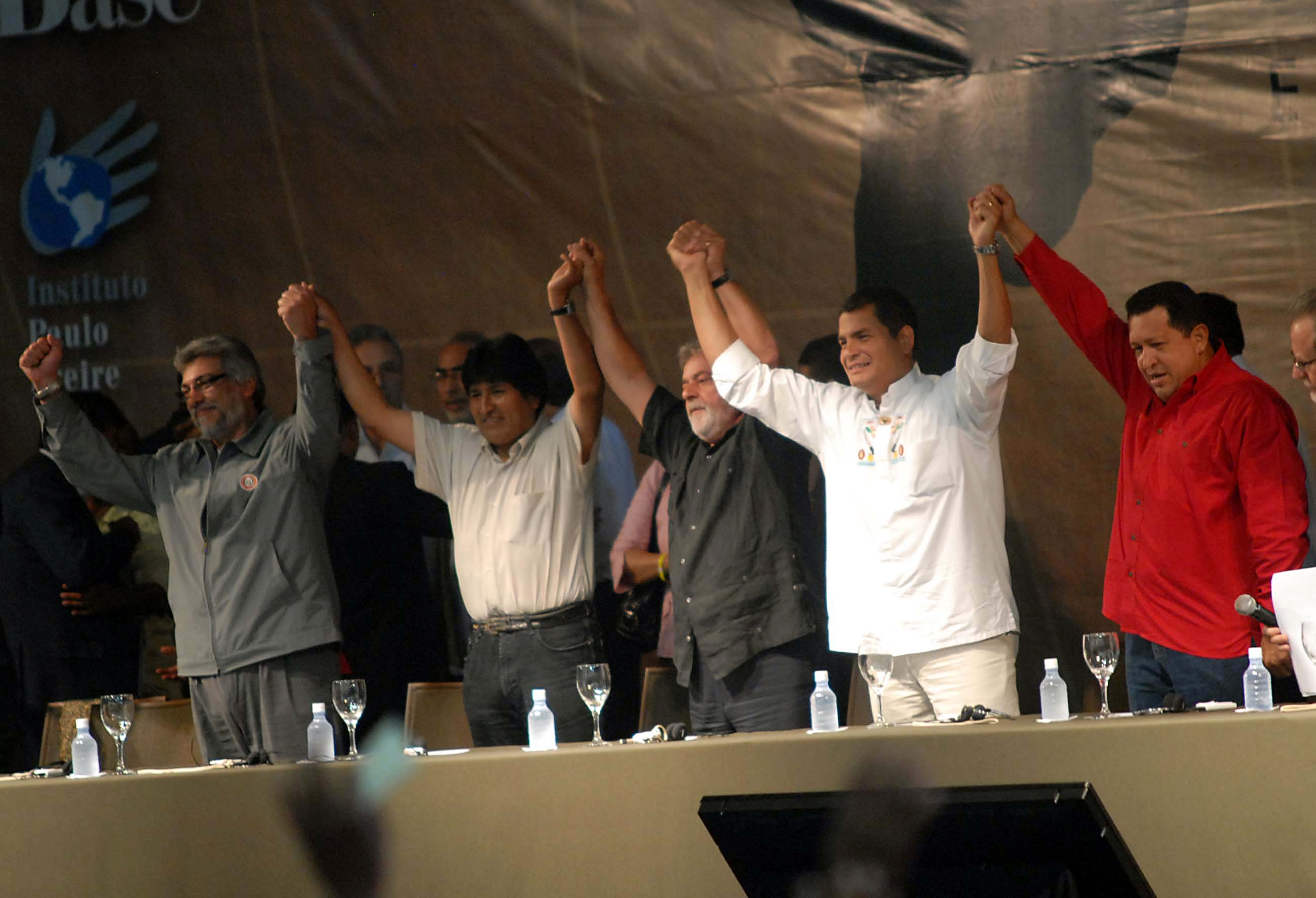
Fünf Präsidenten (2009, 29. Jan): Fernando Lugo (Paraguay), Evo Morales (Bolivien), Lula da Silva (Brasilien), Rafael Correa (Ecuador) und Hugo Chávez (Venezuela)

Vom 21. bis 26. Januar 2008 fand das achte Weltsozialforum als „Globale Aktionswoche“ mit insgesamt über 600 Einzelveranstaltungen auf allen Kontinenten statt.

### Neuntes Weltsozialforum
Vom 27. Januar bis 1. Februar 2009 fand das WSF in Belém (Brasilien) statt. Die Entscheidung für die brasilianische Großstadt am Amazonasdelta fällte der Internationale Rat des Weltsozialforums Anfang Juni 2007 in Berlin. Ausschlaggebend für die Auswahl der artenreichen Region war die weltweite Aufmerksamkeit hinsichtlich des Klimawandels.
Am Forum nahmen laut Veranstalterangaben über 130.000 Besucher aus 142 Ländern teil, darunter Delegierte von rund 4000 sozialen Bewegungen, indigenen Völkern, Gewerkschaften, Kirchen und nichtstaatlichen Organisationen. Inhaltliche Schwerpunkte waren Ökologie und Klimagerechtigkeit, Arbeitswelt und Menschenrechte und indigene Völker. Im Vordergrund standen Antworten der Zivilgesellschaft auf die globale Finanz- und Wirtschaftskrise.

### Weltsozialforum-Jubiläum
Vom 24. bis 28. Januar 2010 fand in Porto Alegre (Brasilien) die Veranstaltung 10 years of the World Social Forum statt.

### Zehntes Weltsozialforum
Das zehnte Weltsozialforum fand vom 6. bis 11. Februar 2011 in Dakar (Senegal) statt. Daran nahmen etwa 90.000 Menschen teil. Hauptthemen waren Auseinandersetzungen um die Rechte an natürlichen Ressourcen, insbesondere landwirtschaftlichen Flächen.

### Elftes Weltsozialforum
Das elfte Weltsozialforum fand in Tunis vom 26. bis 30. März 2013 auf dem Universitätscampus in El Manar in den Gebäuden der Fakultäten der Wirtschafts-, Rechts- und Ingenieurwissenschaften statt.

### Zwölftes Weltsozialforum
Das zwölfte Weltsozialforum fand vom 24. bis 28. März 2015 erneut in Tunis statt.

### Dreizehntes Weltsozialforum
Das dreizehnte Weltsozialforum hat vom 9. bis 14. August 2016 in Montreal/Kanada stattgefunden. Damit wurde als Gastgeber erstmals ein westliches Industrieland ausgewählt. Etwa 50.000 Teilnehmer wurden erwartet, die auf mehr als 1200 Einzelveranstaltungen zu Themen wie Armut, Umweltschutz, Klimawandel, Steuerflucht und Flüchtlingspolitik diskutierten. Das Forum wurde von massiver interner Kritik (hohe Teilnahmekosten, geringe Beteiligung aus den Ländern des Südens, Einreiseverweigerungen) begleitet.

### Vierzehntes Weltsozialforum
Das 14. Weltsozialforum fand vom 13. bis 17. März 2018 in Salvador da Bahia in Brasilien statt. Als Motto ausgewählt wurde: „Widerstand zu leisten heißt aufbauen, Widerstand zu leisten heißt transformieren“.

### Fünfzehntes Weltsozialforum
Vom 23. bis 31. Januar 2021 fand das 15. WSF online statt. Das Weltsozialforum feierte sein 20-jähriges Bestehen. Etwa 6.000 Menschen und über 700 Gruppen aus 117 Ländern waren vertreten. Unter den Teilnehmern waren Aminata Dramane Traoré (ehemalige Ministerin von Mali), Luiz Inácio Lula da Silva (ehemaliger Präsident von Brasilien) und Yanis Varoufakis (Progressive Internationale).

### Sechszehntes Weltsozialforum
Vom 1. bis 6. Mai 2022 fand das sechzehnte Weltsozialforum in Mexiko-Stadt statt.